# Grant Allen

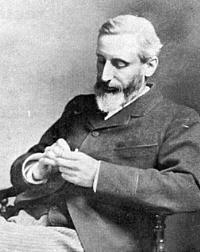
Charles Grant Blairfindie Allen

Charles Grant Blairfindie Allen (Kingston (Ontario), 24 februari 1848 - Hindhead (Engeland), 25 oktober 1899) was een Canadees-Brits wetenschappelijk publicist, romanschrijver en voorvechter van de evolutietheorie.

## Levensloop
Allen was de zoon van een Schots-Engelse emigrant en dominee in Canada en de kleinzoon van Charles William Grant, de vijfde Baron van Longueuil. Hij studeerde in het Verenigd Koninkrijk aan de Universiteit van Oxford en in Frankrijk. In 1873 werd Allen hoogleraar in de logica aan Queen's College in Jamaica.
Ondanks zijn religieuze vader, werd Allen een agnost en socialist. In 1876 stopte hij als hoogleraar en keerde terug naar het Verenigd Koninkrijk. Daar richtte Allen zich op het schrijven. Hij bouwde een repuatie op door zijn essays over wetenschap en door zijn literaire werken.
Allen trouwde twee keer en kreeg één zoon. Hij stierf op 51-jarige leeftijd in zijn huis in Hindhead voordat hij zijn laatste roman kon afmaken, Hilda Wade. Het laatste deel van het boek dicteerde hij aan zijn vriend Arthur Conan Doyle vanuit zijn bed. Het verscheen onder de titel The Episode of the Dead Man Who Spoke in The Strand Magazine (1900).
Jaarlijks wordt er een festival gehouden om de Canadese 'mystery fictie' te vieren. Dit vindt plaats op Wolfe Island (in het Ontariomeer), vlak bij Allens geboortedorp Kingston.

## Auteur
Allens eerste boeken gingen over wetenschappelijke onderwerpen, zoals Physiological Æsthetics (1877) en Flowers and Their Pedigrees (1886). Hij werd voor het eerst beïnvloed door geassocieerde psychologie door de interpretaties van Alexander Bain en Herbert Spencer. De laatstgenoemde wordt doorgaans beschouwd als de belangrijkste persoon voor de overgang van geassocieerde psychologie naar Darwinistisch functionalisme. In Allens artikelen over bloemen en perceptie bij insecten, werden Spencers termen vervangen door Darwinistische argumenten. Persoonlijk was Allen lang bevriend met Spencer, nadat hij hem ontmoette bij zijn terugkeer uit Jamaica. Over de jaren heen ontstond hierin wat wrevel. Allen schreef een kritisch en onthullend biografisch artikel over Spencer, dat werd gepubliceerd na Spencers overlijden.
Nadat Allen Sir W.W. Hunter assisteerde bij zijn Gazeteer of India begin jaren (18)80, richtte hij zich op fictie. Tussen 1884 en 1899 schreef Allen ongeveer dertig romans. In 1895 verscheen zijn (destijds) schandalige bestseller The Woman Who Did, waarin hij een verrassende invalshoek verkondigt wat betreft het huwelijk en aanverwante vragen. Het boek gaat over een onafhankelijke vrouw die een kind krijgt buiten het huwelijk.
In een ander werk (The Evolution of the Idea of God uit 1897) stelt Allen een theorie over religie voor op heterodoxe gronden. Het nadeel daarvan was dat hij alles probeerde uit te leggen met één theorie. Deze 'spooktheorie' werd vaak gezien als afgeleid van Spencers theorie. Ze werd niettemin bekend en korte verwijzingen ernaar komen terug in een recensie van Marcel Mauss (de neef van Émile Durkheim), in de artikelen van William James en in de werken van Sigmund Freud.

## Sciencefiction
Allen was een pionier in de Canadese sciencefiction. In 1895 publiceerde hij de roman The British Barbarians. Op ongeveer hetzelfde moment verscheen H.G. Wells' The Time Machine. Beide boeken gaan over tijdreizen, maar de verhaallijnen zijn verschillend. Zijn korte verhaal The Thames Valley Catastrophe (in The Strand Magazine in 1901) beschrijft de vernietiging van Londen door een plotselinge, massale vulkanische uitbarsting.
Verschillende verhalen in het genre detective fictie vermelden Allen als een vernieuwer. Zijn personage Colonel Clay (een schurk in de gedaante van een keurige heer), wordt gezien als voorloper van veel latere karakters in boeken en films.